# Iglesia de La Limpia de la Inmaculada Concepción
La Iglesia de La Limpia de la Inmaculada Concepción fue un templo de culto católico localizado en Tegucigalpa, ciudad capital de Honduras, que existió entre 1621 y 1858 que fue demolido tras ser sustituido por la catedral de Tegucigalpa.

## Historia
En 1621 se creó el Curato de Tegucigalpa y se ordenó que se levantase un templo parroquial dedicado a la virgen María que se conoció como “La Limpia de la Inmaculada Concepción”, dicha iglesia estaba hecha de paredes de adobes dobles, la parte superior de madera, y su estilo arquitectónico era clásico, esta fue construida al costado norte de la plaza mayo y sirvió como parroquia de la ciudad ya que la otra iglesia localizada en Tegucigalpa, formó parte del convento franciscano. En su interior poseía un retablo bien detallado confeccionado en Guatemala, con varios ornamentos de plata y una hermosa pila bautismal de piedra rosada tallada en 1646. En junio de 1746 un incendio consumió el templo dejando solamente intacto su fachada y las paredes, por ende se ordenó construir un nuevo templo, la actual Catedral de San Miguel Arcángel.  
El incendio consumió todo dentro de la iglesia a excepción de la pila bautismal ya mencionada, tiempo después la iglesia fue parcialmente rehabilitada en 1765 tras una serie de reparaciones, pero vería su final en 1858 tras que la alcaldía de Tegucigalpa decidiese demolerla. La única evidencia de su existencia son archivos pertenecientes a la diócesis de Tegucigalpa y una litografía de 1857 donde se muestra la plaza de Tegucigalpa y al lado izquierdo se puede observar parte de la desaparecida iglesia, siendo este el único registro visual de su existencia. Después de su demolición el terreno baldío de utilizó para construir nuevos edificios. En la actualidad, el sitio donde estuvo localizada dicha iglesia forma parte de la ampliación del parque central del centro de Tegucigalpa, cabe mencionar que después que esta fuse demolida en 1858 fueron construidos dos edificios residenciales que serían de la misma forma demolidos a mediados del siglo XX para modernizar la plaza de la ciudad quedando la zona como una extensión del parque central.